# Lithocarpus pallidus
Lithocarpus pallidus är en bokväxtart som först beskrevs av Carl Ludwig von Blume, och fick sitt nu gällande namn av Alfred Rehder. Lithocarpus pallidus ingår i släktet Lithocarpus och familjen bokväxter. Inga underarter finns listade.